# 螭吻颈槽蛇
螭吻颈槽蛇（学名：Rhabdophis chiwen），一种于中国四川省西南部雅安市天全县境内发现的爬行动物，隶属于水游蛇科颈槽蛇属。本种之前被当做九龙颈槽蛇（Rhabdophis pentasupralabialis）记录。2020年研究人员通过核基因cmos与线粒体cyt b片段系统发育关系比较，结合形态学数据，证实本种为新种。种加词源自中国古代传说神兽龙之第九子螭吻，其生性喜食火，用以突出该种进食萤火虫的食性特点。

## 保护
本种于2023年被收录入《有重要生态、科学、社会价值的陆生野生动物名录》。